# Dolichosuchus cristatus
Il dolicosuco (Dolichosuchus cristatus Huene, 1932) è un dinosauro carnivoro, forse appartenente ai celofisoidi. Visse nel Triassico superiore (Norico, circa 215 milioni di anni fa) e i suoi resti sono stati ritrovati in Germania. L'identità è dubbia.

## Tassonomia
Questo dinosauro è conosciuto per una tibia lunga poco più di 30 centimetri, descritta per la prima volta da Friedrich von Huene nel 1932, il quale inizialmente la attribuì a un animale affine al crocodilomorfo Hallopus. Successivamente, alcune caratteristiche (una grande cresta cnemiale e una cresta fibulare) permisero di chiarire che questo fossile era da attribuirsi ai dinosauri teropodi. Secondo alcuni paleontologi (Welles, 1984) la tibia è pressoché indistinguibile da quella di Liliensternus, un altro teropode del Triassico tedesco, mentre altri studiosi (Rauhut e Hungerbuhler, 2000) ritengono che questo fossile sia molto simile, ma non identico, a quelli di Liliensternus e Dilophosaurus; è probabile quindi che Dolichosaurus fosse un qualche tipo di celofisoide, ovvero un dinosauro carnivoro di piccole/medie dimensioni dalla corporatura snella.